# 한국뷰티고등학교
한국뷰티고등학교(韓國뷰티高等學校)는 대한민국 제주특별자치도 제주시 한경면 고산리에 있는 공립 고등학교이다.

## 학교 연혁
- 1968년 11월 28일 : 고산상업고등학교(상업과 6학급) 설립 인가
- 1969년 3월 8일 : 개교
- 2002년 6월 4일 : 교명 변경(고산관광정보고등학교) 및 학과개편 인가(인터넷정보과 3학급, 관광과 3학급, 토탈뷰티과 3학급)
- 2003년 3월 1일 : 고산관광정보고등학교 공립 전환
- 2006년 7월 31일 : 토탈뷰티과 9학급 학과개편 인가
- 2007년 3월 1일 : 교육과학기술부 직업교육 특성화 정책 연구학교 지정
- 2007년 7월 1일 : 토탈뷰티 특성화고등학교 승인
- 2008년 3월 1일 : 교명 변경(한국뷰티고등학교) 승인
- 2010년 3월 1일 : 교육과학기술부요청 도지정 전문계고 취업기능 연구학교 지정
- 2011년 3월 2일 : 제3기 제주형 자율학교(ⅰ-좋은 학교) 지정
- 2012년 9월 2일 : 2012대한민국 좋은 학교 선정
- 2024년 3월 1일 : 제20대 교장 오송렬 선생 부임
- 2025년 1월 8일 : 제54회 졸업(졸업생 58명, 누계 5,102명)
- 2025년 3월 4일 : 제57회 입학(신입생 66명 입학)

## 설치 학과
- 토탈뷰티과

## 참고 자료
- 한국뷰티고등학교 - 한국교육학술정보원 학교알리미